# Ignacy Giełgud
Ignacy Giełgud, né vers 1755 et mort le 13 juin 1807, est un officier polonais, promu général de division  dans la Grande Armée pendant la campagne de 1806-1807.

## Biographie
Il est membre de l'état-major général de l'armée du grand-duché de Lituanie, seconde composante de la république des Deux Nations (Pologne et Lituani), pendant la guerre russo-polonaise de 1792, prélude au deuxième partage de la Pologne (1793).
En 1794, après le soulèvement de Wilno (Vilnius) le 22 avril, pendant l'insurrection de Kosciuszko, il fait partie du Conseil gouvernemental de Lituanie, créé par les insurgés, tout en participant aux combats contre l'armée russe avec le grade de général de brigade.
Après le troisième partage (1795), il se bat en duel avec Platon Zoubov, favori de Catherine II.
Après la campagne de 1806 (guerre de la quatrième coalition), Murat le charge des affaires militaires dans la région de Varsovie.
Au cours de la campagne de 1807, il prend le commandement de la division de Dombrowski, blessé, et la dirige pendant le siège de Gdansk/Danzig.
Il meurt alors que la campagne n'est pas terminée, avant les traités de Tilsit (juillet 1807), qui créent le duché de Varsovie.

## Sources
- (pl) Cet article est partiellement ou en totalité issu de l’article de Wikipédia en polonais intitulé « Ignacy Giełgud » (voir la liste des auteurs).